# Новое Поле (Михайловский район)
Новое Поле (укр. Нове Поле) — село,
Раздольский сельский совет,
Михайловский район,
Запорожская область,
Украина.
Код КОАТУУ — 2323386607. Население по переписи 2001 года составляло 80 человек.

## Географическое положение
Село Новое Поле находится на расстоянии в 2 км от села Кавуновка и в 2,5 км от села Коханое (Токмакский район).
Рядом с селом протекает 3-й Магистральный канал.

## История
- 1804 год — дата основания как село Розенталь.
- В 1945 году переименовано в село Новое Поле[2].